# Игнашино (Московская область)
Игна́шино — деревня в Сергиево-Посадском районе Московской области.
Деревня Игнашино входит в состав Шеметовского сельского поселения.
Население 1 человек на 2010 год. По переписи 2002 года численность населения составляла 4 человека.